# Fellype Gabriel
Fellype Gabriel (født 6. december 1985) er en brasiliansk fodboldspiller.